# Teatro Colombo
Il Teatro Colombo è stato un teatro italiano, con sede a Genova. Inaugurato nel 1852, aveva sede nel quartiere di Portoria. Terminò le attività alla fine dell'Ottocento.

## Storia

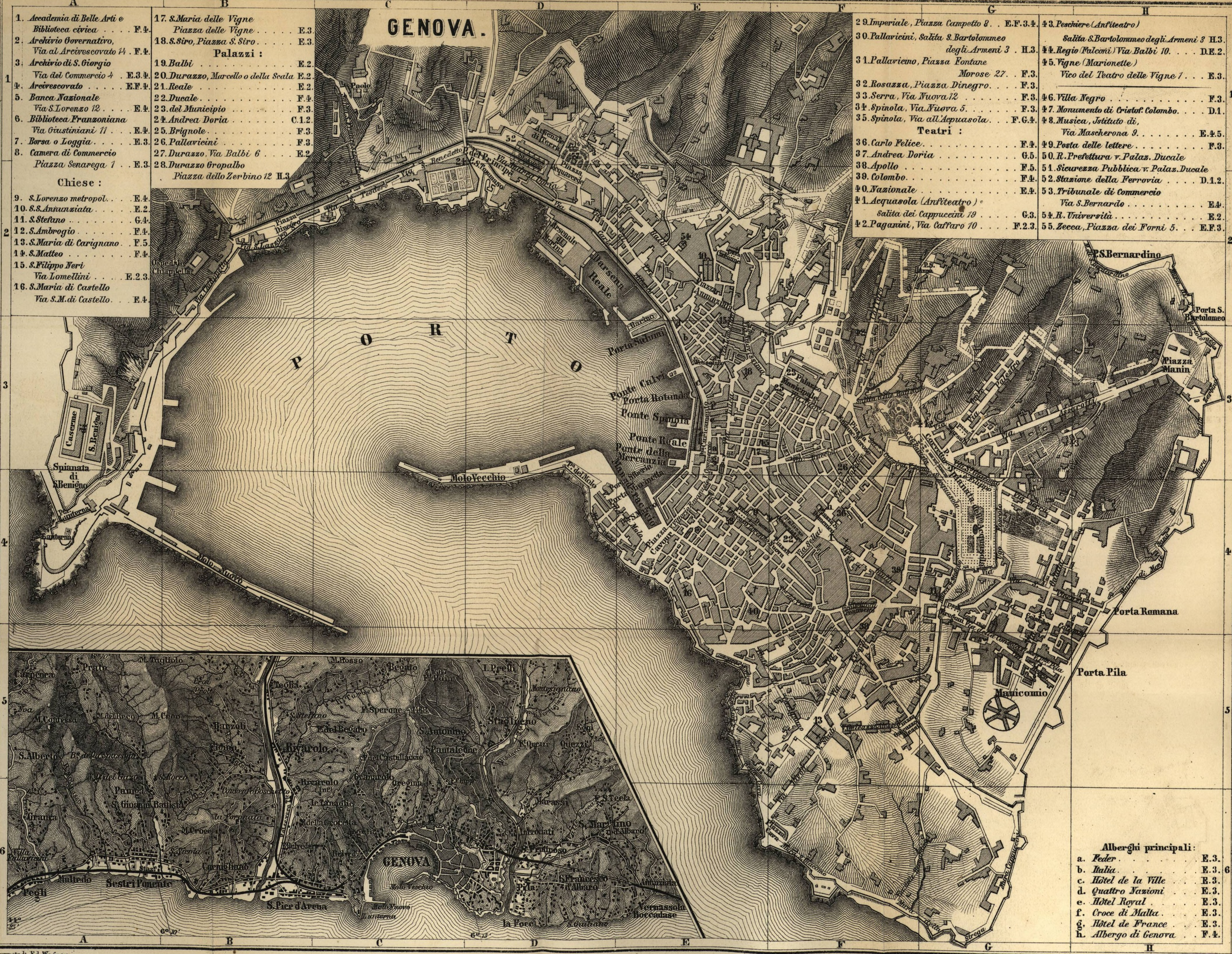
Il Teatro Colombo nella sua collocazione originale, in via Portoria 10 (n. 39 in legenda); mappa indicata come del 1872 (le annualità, tuttavia, non sempre erano precise)

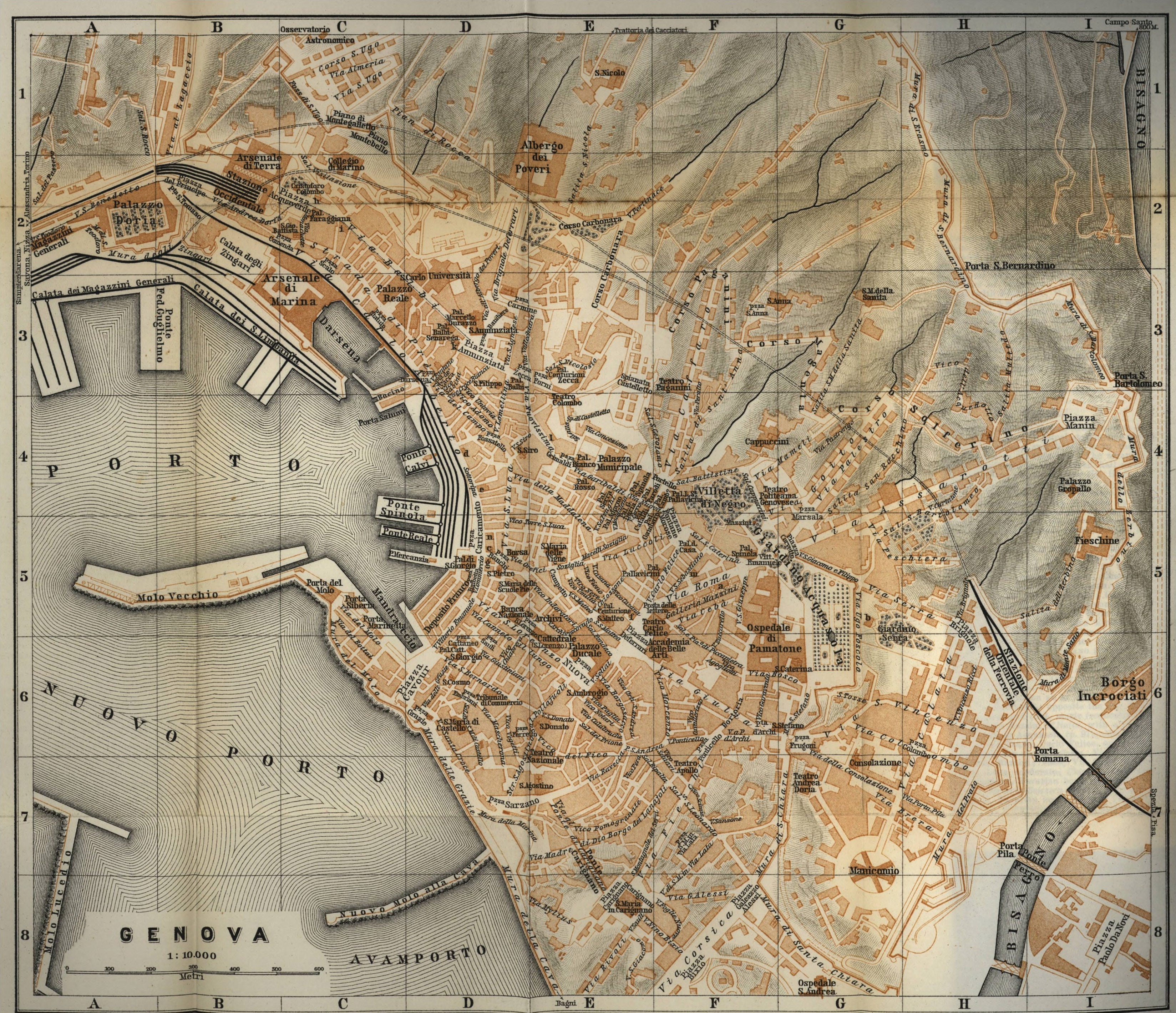
Il Teatro nella sua collocazione momentanea prima della chiusura, vicino a Piazza Forni; mappa indicata come del 1883 (le annualità, tuttavia, non sempre erano precise)

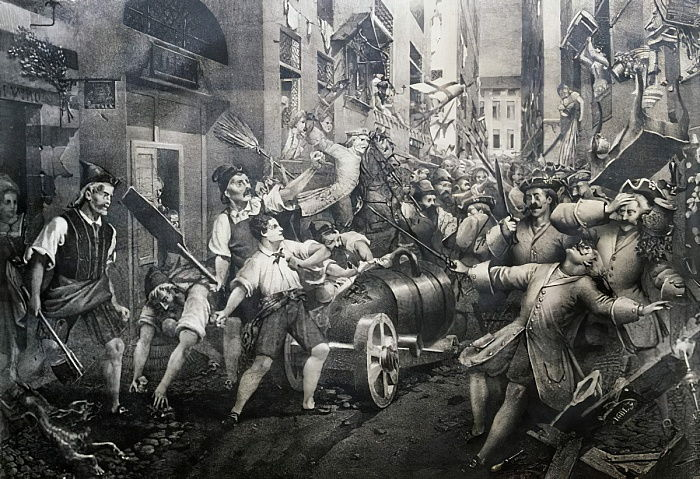
Un quadro della rivolta di Portoria contro gli austriaci nel 1746, in un punto molto vicino a dove avrebbe poi avuto sede il Teatro Colombo

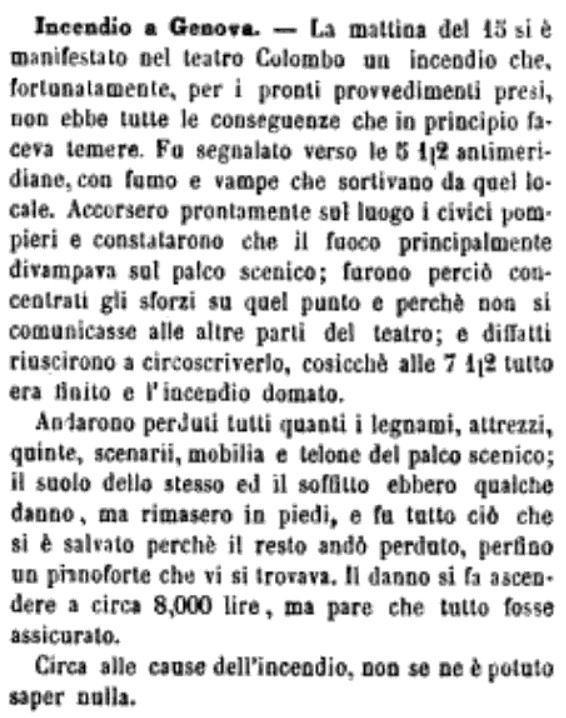
L'articolo de L'Euterpe del 1869 in cui si descrive l'incendio che coinvolse il teatro

Nel contesto culturale del capoluogo ligure di metà Ottocento, la critica teatrale segnalava la necessità di una nuova sala dedita specificamente alla declamazione, con una compagnia drammatica che se ne occupasse. Fu con questo obiettivo che Nicola Medoni, celebre artista drammatico genovese dell'epoca, si dedicò alla nascita del nuovo teatro cittadino.
La collocazione scelta fu centrale, nel quartiere di Portoria, precisamente nell'area dell'incrocio fra le successive via X Dicembre e via Ettore Vernazza, all'epoca ancora non esistente, accanto a via XX Settembre. Il teatro sorse negli spazi dei locali in disuso della chiesa e del monastero dei santi Nicolò e Carlo Borromeo, costruiti nel 1620 dai Padri agostiniani nicoliti, e poi soppressi e venduti nel 1798 per 16mila lire a Domenico Oneto e trasformati in magazzino. La struttura fu ampliata e convertita nell'arco di pochi mesi dall'architetto Felice Orsolini, già autore del Teatro Margherita, su progetto e con la successiva direzione dello stesso Medoni. La sala era situata in via Portoria, nei pressi del luogo in cui si era arrestato il mortaio simbolo della rivolta di Genova contro gli austriaci del 1746. Sebbene capace di accogliere un numero complessivamente significativo di persone, ben seicento, aveva dimensioni ridotte in paragone alle sale maggiori del periodo d'oro della drammaturgia italiana ed era pertanto talora considerata addirittura come piccola, e la stampa dell'epoca non mancò di segnalare ciclicamente l'affollamento e le tante carrozze nella strada antistante, dovuto all'interesse di pubblico verso alcune messe in scena. L'edificio, pertanto, spesso elogiato per la sua eleganza e armonia architettonica, ricevette anche alcune critiche.
Le prime stagioni furono comunque fortunate. L'inaugurazione fu affidata alla compagnia teatrale del già rinomato Gustavo Modena, che portò in scena il 4 novembre 1852 Claudia di George Sand, con tre successive repliche. Modena tenne al Teatro Colombo un lungo e intenso cartellone di rappresentazioni di grande successo per tutta la stagione. Ancora nel 1852 mise in scena la commedia Lo Czar Cornelius (da Le chevalier de St. George di Mélesville e Caramouche), la farsa Le convenienze teatrali di Donizetti e Gilardoni e letture recitate dall'Inferno di Dante. Poi il Luigi XI di Casimir Delavigne e Il Cittadino di Gand di Hippolyte Romand, con l'esposizione del dipinto Giardino d'Armida di Federico Peschiera, Giacomo I d'Inghilterra di Fournier e La mia ombra di Savino Savini, messa in scena caratterizzata dalla presenza del drammaturgo fra gli spettatori, e poi il Bertrand e Raton di Augustin Eugène Scribe. Durante la prima stagione vi fu anche spazio per i cavalli di battaglia di Gustavo Modena, ovvero Diana e il Saul di Alfieri, l'Edipo Re di Sofocle, La Morte di Wallenstein di Friedrich Schiller, L'ira di Savini, Riodella di Luigi Camoletti.
La stampa sottolineò le ben dodici repliche guadagnate dal Suor Teresa di Camoletti, sempre messo in scena dalla compagnia di Gustavo Modena; poi l'Urbain Grandier e il Cachemire Vert di Alexandre Dumas; la tragedia Spartaco di Ippolito D'Aste, che ebbe anch'essa varie repliche e riscosse buon favore di pubblico. E il Benvenuto Cellini, il Caio Gracco di Vincenzo Monti. Nel 1853 anche la Compagnia drammatica di Giovanni Seghezza tenne al Colombo numerose rappresentazioni. Allestì La dama delle camelie di Dumas, Il Capitano Paolo, Il matrimonio del colonnello, Amelia, e la farsa Il fornaio e la cucitrice di Amilcare Belotti.
I successi popolari delle prime stagioni portarono lodi al teatro ma anche alcune polemiche dalla stampa dell'epoca, sia per la capacità di posti («se questo teatro fosse di una capacità maggiore, il Modena vi farebbe grandi affari», si scriveva nel 1853), sia per la gestione degli ingressi e dei prezzi («gli affari vanno bene, e meglio andrebbero, se questo teatrino non avesse la piaga dei proprietari dei palchi», «qualche sera abbiamo osservati i palchi vuoti. E sapete da che deriva questo vuoto? Dai signori proprietari che vogliono venderli a prezzo alto. Possibile che certe speculazioni indecorose entrino dappertutto?», si pubblicò sempre nel 1853).
Nella stagione successiva recitò al Colombo la compagnia di Luigia Capella. Nel 1854 ebbe gran successo l'allestimento del Buondelmonte di Carlo Marenco da Ceva, con Laurina Bon, e poi le rappresentazioni della compagnia di Giovanni Seghezza, con Emilia Arcelli e Elena Germoglia; l'anno successivo fu messo in scena Il barbiere di Siviglia di Rossini. Nella stagione autunnale recitò anche la Compagnia drammatica dell'attore Ferdinando Livini di Firenze. Nel 1855 e nel 1857 vi operò la compagnia Domeniconi, diretta da Antonio Stacchini. Nell'aprile 1959 venne rappresentato il melodramma semiserio Lucinda di Roccaforte, di Angelo Gnocchi.
Nel corso degli anni, il teatro fu ampiamente dedicato alla commedia, ma con numerose e significative concessioni al dramma e al teatro francese, specie coi successi ottenuti ospitando le compagnie drammatiche d'oltralpe dei fratelli Meynadier, di Pougin, e quella di Durbee, e vide alternarsi anche numerosi spettacoli di arte varia e intrattenimento, molto in voga nel tardo Ottocento.
Nel 1868 il Teatro risultava fra le "sale accademiche del Comune", e i posti fruibili ricalcolati a trecento. Il 15 novembre del 1869 il teatro fu vittima nottetempo di un grave incendio. Allertate la pubbliche autorità, i servizi di emergenza giunsero verso le 5:30 del mattino quando il fumo e le fiamme erano già vive, furono spente dopo circa due ore grazie all'intervento dei pompieri, ma il fuoco aveva danneggiato profondamente le sale, distruggendo tutte le parti in legno, gli attrezzi, le quinte, gli scenari, la mobilia e il telone del palco; solo pavimento e soffitto erano rimasti complessivamente integri, pur subendo danni. Andò perduto anche il pianoforte di scena, per un danno totale di circa 8.000 lire.
Nelle stagioni successive, il teatro ebbe usi vari e fu anche sede di celebri compagnie di marionette, come quella del maestro Luciano Zane (dal 1885 e almeno fino al 1888, anno in cui mise in scena La Gulnara) di Luigi Ponte, e di Giuseppe Pessale (inventore dei personaggi del Paisan e della Majassa) competendo in queste rappresentazioni con l'antico Teatro delle Vigne, per anni sala principe per il teatro delle marionette.
Nel 1870 il Colombo vide rappresentata dall'Accademia Filodrammatica Ligure la prima assoluta della pièce di Nicolò Bacigalupo Piggiäse ö mâ do Rosso ö cartâ, commedia in tre atti che sarebbe nei decenni successivi diventata uno dei capisaldi della tradizione teatrale in lingua genovese. Il 24 aprile 1881 l'Accademia filodrammatica Ligure mise in scena una rappresentazione favorevolmente criticata del dramma Maria Giovannadi Dennery e Mallian (1846), per raccogliere fondi a favore delle vittime del terremoto di Casamicciola del 1881 (preludio a quello molto più catastrofico di due anni dopo).
Dal 1883 risultava operare stabilmente al Colombo la compagnia filodrammatica Circolo Familiare, seguita da un ampio pubblico e che svolse un'intensa attività lirica.
In occasione delle Colombiadi del 1892 si tenne al Colombo la prima del Colombo fanciullo di Giovanni Battista Polleri, su libretto di Leone Morione, che riscosse un buon successo. L'anno successivo fu eseguita in prima assoluto l'operetta in due atti I piccoli erori, scritta da Giovanni Firpo (1858-1905) con libretto di Morione, anch'essa con buon successo di spettatori. Sul finire del secolo la sala venne talora utilizzata anche come sede per conferenze e assemblee cooperative.
Sul finire del secolo la sala del teatro fu spesso utilizzata anche come sede per conferenze o riunioni di associazioni, come la Società di Mutuo Soccorso piemontese, che qui si riunì il 14 settembre 1890.
Con l'arrivo del nuovo secolo, la nascita di un gran numero di sale e la concomitante concorrenza del cinematografo mise in crisi molte realtà teatrali nazionali, e anche il Teatro Colombo, già fiaccato dalle altre moderne e ampie sale del centro, non sfuggì alle difficoltà legate al mutato gusto del pubblico.
Furono però i mutamenti urbanistici a dare il colpo di grazia alle sorti della sala. A cavallo fra il XIX e il XX secolo l'area dove sorgeva il Teatro fu infatti oggetto di importanti rivoluzioni nell'assetto urbanistico. Secondo la storica Maria Grazia Rutteri, l'edificio in cui aveva sede il teatro fu demolito nel 1899 per l'apertura di via Ettore Vernazza. Tuttavia già dalla seconda metà degli anni '80 dell'Ottocento le fonti e le mappe cartografiche genovesi riportavano il trasferimento del Teatro Colombo ad altra sede, indicata come "a est di Via Cairoli" nelle guide, e utilizzata soprattutto per conferenze ed eventi, in un'area che però vedrà anch'essa significative rivoluzioni urbanistiche per la creazione della Galleria Vittorio Emanuele III. Fu così che, col nuovo secolo, si concluse l'esperienza del Teatro Colombo, che chiuse definitivamente il sipario.

## Descrizione
Secondo l'Annuario dei Teatri di Genova del 1857, il teatro disponeva di circa seicento posti divisi tra platea, con tre ordini di palchi, e loggione. La facciata dell'edificio si distingueva per i fregi a stucco, con un busto di Colombo affiancato dai ritratti di Goldoni e Alfieri. Il palco era ricavato da un ampio locale esterno contiguo all'oratorio, nel quale erano ospitati anche i camerini degli attori.
Si accedeva al teatro da tre distinte porte. Altrettante finestre ornate con fregi davano luce al caffè, ai locali di servizio e alle ritirate, mentre un'ampia finestra a forma di semicerchio illuminava a giorno l'interno del teatro. Fregi ed emblemi musicali univano queste parti dell'edificio.
Attraverso l'atrio di forma ellittica si raggiungevano le scale dei palchi e la platea. Un secondo vestibolo serviva da biglietteria e un terzo era invece adibito al servizio del corpo di guardia. Due scalette semicircolari portavano ai palchi, al caffè e alla galleria.
La platea aveva forma a ferro di cavallo allungato. I palchi erano sorretti da un ordine di colonnette, con forme di candelabro in ferro fuso, da cui sporgevano viticci con bocchini per l'illuminazione a gas dell'intero teatro. Il boccascena era formato dal proscenio con sei palchetti, decorato con bassorilievi di maschere e ricchi arabeschi.
La sala era cinta da due ordini di 17 palchi ciascuno, con una loggia superiore. La decorazione era in intagli con dorature su sfondo bianco con tendaggi e cuscini di color chermisi. La volta era dipinta in stile raffaellesco dai fratelli Leonardi, mentre il sipario rappresentava lo sbarco di Colombo, opera dell'Isola.